# Países periféricos

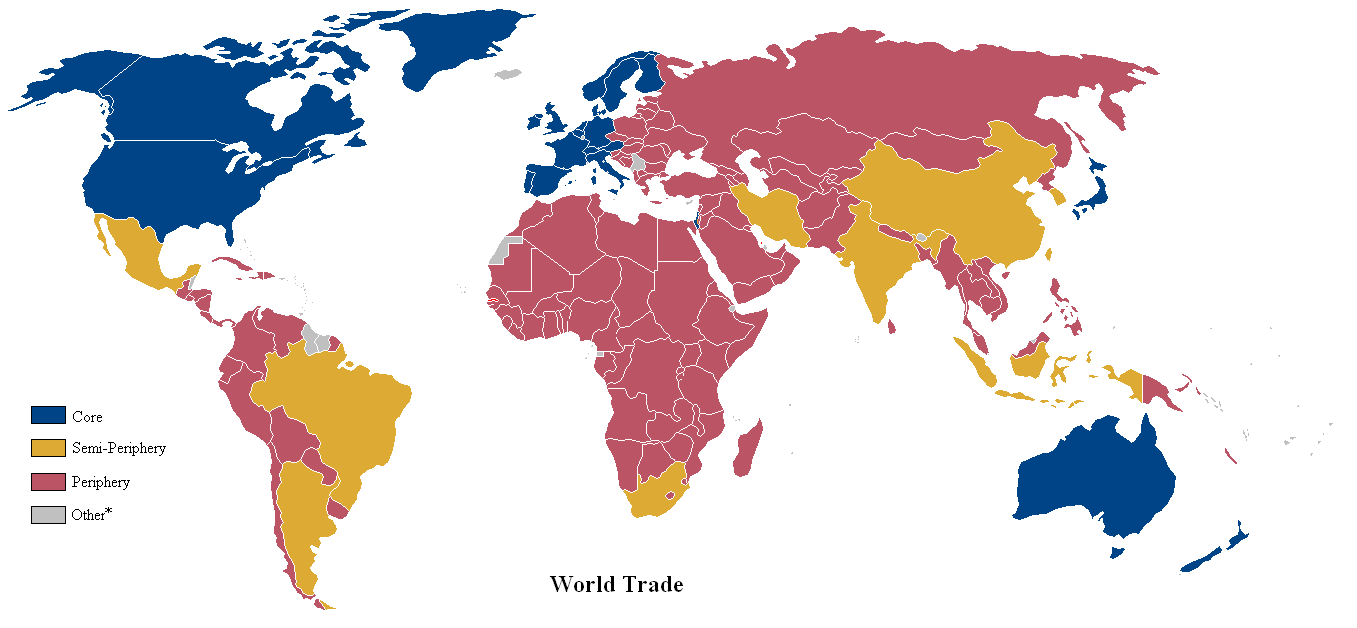
Mapa que muestra a los países por estado comercial a fines del utilizando la diferenciación del sistema mundial en países centrales (azul), países semiperiféricos (amarillo) y Dunn, Kawano y Brewer (2000).

En la teoría de sistemas mundiales, los países periféricos (a veces denominados solo como la periferia) son aquellos que están menos desarrollados que los países semiperiféricos y los países centrales. Estos países generalmente reciben una parte desproporcionadamente pequeña de la riqueza mundial. Tienen instituciones estatales débiles y dependen de (o, según algunos analistas, explotados por) países más desarrollados. Estos países generalmente están atrasados debido a obstáculos como la falta de tecnología, gobiernos inestables y sistemas de educación y salud deficientes.
En algunos casos, la explotación de la agricultura, la mano de obra barata y los recursos naturales de los países de la periferia ayudan a los países centrales a mantenerse dominantes. Esto se describe mejor mediante la teoría de la dependencia, que es una teoría sobre cómo la globalización puede afectar al mundo y a los países que lo integran. Sin embargo, es posible que los países de la periferia salgan de su estado y pasen a la semiperiferia o al estado central. Esto se puede hacer haciendo cosas como la industrialización, la estabilización del gobierno y el clima político, etc.
Estos países se encuentran principalmente en Latinoamérica y el Caribe, África, Medio Oriente, parte de Asia y las islas del Pacífico...

## Características
- Son países menos diversificados económicamente.
- Tienen gobiernos relativamente débiles.[4][5]
- Tienen instituciones relativamente débiles, con bases impositivas demasiado pequeñas para apoyar el desarrollo de infraestructura.
- Tienden a depender de un tipo de actividad económica, a menudo extrayendo y exportando materias primas a las naciones centrales.[4][5]
- Tienden a ser los países menos industrializados.[5]
- A menudo son objetivos para inversiones de compañías multinacionales de naciones centrales que ingresan al país para explotar mano de obra barata no calificada con el fin de exportar a las naciones centrales.
- Tienen una pequeña clase burguesa y una gran clase campesina.[4]
- Tienden a tener poblaciones con altos porcentajes de personas pobres y sin educación.
- Tienden a tener una desigualdad social muy alta debido a las pequeñas clases altas que poseen la mayor parte de la tierra y tienen vínculos rentables con empresas multinacionales.
- Tienden a ser ampliamente influenciados por las naciones centrales y sus multinacionales, a menudo obligados a seguir políticas económicas que ayudan a las naciones centrales y perjudican sus propias perspectivas económicas a largo plazo.[4]

## Listas de países periféricos
Los siguientes son los países periféricos según el estudio de Chase-Dunn, Kawano y Brewer (2000):
| Afganistán               | Albania         | Arabia Saudita         | Argelia             | Angola               |
| Baréin                   | Bangladés       | Belice                 | Benín               | Barbados             |
| Botsuana                 | Bulgaria        | Burundi                | Camboya             | Burkina Faso         |
| Camerún                  | Chad            | Colombia               | República del Congo | Chipre               |
| Estonia                  | Etiopía         | Gambia                 | Georgia             | Gabón                |
| Ghana                    | Grecia          | Guinea-Bisáu           | Guyana              | Guinea               |
| Irak                     | Jamaica         | Kazajistán             | Kenia               | Jordania             |
| Kirguistán               | Kuwait          | Lesoto                 | Letonia             | Laos                 |
| Líbano                   | Liberia         | Lituania               | Macao               | Libia                |
| Macedonia del Norte      | Madagascar      | Malaui                 | Mali                | Malasia              |
| Marruecos                | Mauricio        | Moldavia               | Mongolia            | Mauritania           |
| Mozambique               | Birmania        | Nepal                  | Nicaragua           | Namibia              |
| Níger                    | Nigeria         | Pakistán               | Papúa Nueva Guinea  | Omán                 |
| República Centroafricana | República Checa | Rumania                | Ruanda              | República Dominicana |
| Senegal                  | Sierra Leona    | Sri Lanka              | Sudán               | Siria                |
| Surinam                  | Tailandia       | Togo                   | Trinidad y Tobago   | Tanzania             |
| Túnez                    | Turquía         | Uruguay                | Venezuela           | Uganda               |
| Costa de Marfil          | Croacia         | Emiratos Árabes Unidos | Eritrea             |                      |
| Vietnam                  | Yemen           | Zimbabue               |                     |                      |

Y esta es la lista de países periféricos según el estudio de Babones (2005), quien señala que esta lista está compuesta por países que "han sido clasificados consistentemente en una sola de las tres zonas [núcleo, semiperiferia o periferia] de la economía mundial sobre todo el período de estudio de 28 años":
| Bangladés | Benín               | Bolivia            | Burkina Faso             | Burundi      |
| Chad      | República del Congo | Gambia             | Ghana                    | Guinea-Bisáu |
| Haití     | India               | Indonesia          | Islas Salomón            | Kenia        |
| Lesoto    | Madagascar          | Malaui             | Mauritania               | Nepal        |
| Níger     | Nigeria             | Papúa Nueva Guinea | República Centroafricana | Ruanda       |
| Senegal   | Sierra Leona        | Sri Lanka          | Sudán                    | Togo         |
| Zambia    |                     |                    |                          |              |